# 마히카 후벤투드
《마히카 후벤투드》(스페인어: Mágica juventud)은 1992년 방영된 멕시코의 텔레노벨라이다.